# Litava (přítok Dunaje)
Litava (maďarsky Lajta, německy Leitha) je 180 km dlouhá řeka protékající Rakouskem (Dolní Rakousko, Burgenland) a Maďarskem (Győr-Moson-Sopron). Je to pravý přítok Dunaje. Nazývají se podle ní přilehlé Litavské vrchy.

## Průběh toku
Řeka vzniká soutokem dvou pramenných toků, větší Schwarzy a menšího Pittenu, u rakouské obce Bad Erlach, poté protéká Vídeňskou kotlinou, z ní Bruckou branou do Malé uherské nížiny, a tam ve městě Mosonmagyaróvár ústí do ramene Dunaje zvaného Mošoňský Dunaj. Litava tak půlkruhem obchází ze západu k severu a východu Neziderské jezero (německy Neusiedler See), ležící na hranici Rakouska a Maďarska.
Průměrný průtok činí přibližně 10 m³/s. Řeka není splavná. V jejím povodí leží např. města Vídeňské Nové Město, Neunkirchen a Most nad Litavou (Rakousko). Na Litavě leží také Haydnovo rodiště Rohrau.

## Historie
Již v 10. století tok řeky tvořil hranici Rakouského markrabství neboli Východní marky, nárazníkového území Východofranské říše zřízeného proti nájezdům Maďarů. Podél Litavy pak po staletí vedla hranice mezi Rakousy a Uhrami. V roce 1246 v bitvě na Litavě při bojích s uherským Bélou IV. padl poslední Babenberk Fridrich II.
Po rakousko-uherském vyrovnání (1867) tvořily některé úseky řeky část hranice obou složek nově vzniklého rakousko-uherského státu a podle polohy z hlediska Vídně (rakouské strany) se začaly nazývat Předlitavsko (Cislajtánie) (= do roku 1915 se oficiálně užívalo spojení Království a země na říšské radě zastoupené, v roce 1915 se oficiálně začalo užívat názvu Rakousko) a Zalitavsko (Translajtánie) (= Uherské království).
Po první světové válce na základě saintgermainské smlouvy bylo území na západě Uherska připojeno k Rakousku. Tomu se Maďaři snažili neúspěšně zabránit vyhlášením Litavského banátu na podzim 1921. Litava tak dnes tvoří spolkovou hranici mezi Dolními Rakousy a původně uherským územím Burgenland.